# 比豪尔托尔道
比豪尔托尔道，是匈牙利豪伊杜-比豪尔州所辖的一个村。总面积22.38平方公里，总人口913，人口密度40.8人/平方公里（2011年1月1日）。